# Bandkotinga
Bandkotinga (Cotinga maculata) är en starkt utrotningshotad fågel i familjen kotingor som enbart förekommer i Brasilien.

## Utseende och läte
Bandkotingan är en 20 cm lång, påtagligt vacker mörkblå kotinga. Hanen har lysande koboltblå ovansida, på ryggen något svartfläckad. Strupen är starkt pupurfärgad ner till mitten av buken, delat itu av ett blått bröstband. Resten av undersidan är blå. Den är svart på vingar och stjärt med brett blåkantade mindre och mellersta täckare.
Honan är sotbrun ovan med vitaktiga fjäll, undertill något ljusare och mer beigefärgad med rätt breda hjäll som ger den ett än ljusare utseende. Runt det mörka ögat syns en vag, vitaktig ögonring. Fågelns läte rapporteras vara ett lågt och dämpat rop.

## Utbredning och status
Fågeln förekommer i sydöstra Brasilien, från södra Bahia och Minas Gerais till Rio de Janeiro. IUCN kategoriserar arten som akut hotad.